# Lamar Hunt U.S. Open Cup 2013
Der Lamar Hunt U.S. Open Cup 2013 ist die 100. Austragung des US-amerikanischen Fußballpokalwettbewerbs der Herren. Veranstalter des Turniers war die United States Soccer Federation. Das Turnier begann am 7. Mai und endete mit dem Pokalfinale am 1. Oktober 2013. D.C. United gewann das Finale bei Real Salt Lake mit 1:0.
Zum zweiten Mal in der Geschichte des Wettbewerbs nehmen alle 32 in den USA beheimateten Mannschaften der ersten drei Ligaebenen des nordamerikanischen Ligafußballs teil. Die Mannschaften dieser Ligen aus anderen Ländern oder Gebieten (Kanada, Antigua und Barbuda, Puerto Rico) dürfen nicht teilnehmen, da sie kein Mitglied der United States Soccer Federation sind. Insgesamt werden 66 Mannschaften aufgestockt.
Der Sieger des Turniers erhält einen Startplatz in der Gruppenphase der CONCACAF Champions League 2014/15.

## Teilnehmende Mannschaften
| direkt für die 3. Runde qualifiziert (alle US-Mannschaften der MLS) | direkt für die 3. Runde qualifiziert (alle US-Mannschaften der MLS) | direkt für die 3. Runde qualifiziert (alle US-Mannschaften der MLS) | direkt für die 3. Runde qualifiziert (alle US-Mannschaften der MLS) |
| --- | --- | --- | --- |
| - Chicago Fire - CD Chivas USA - Colorado Rapids - Columbus Crew | - D.C. United - FC Dallas - Houston Dynamo - Los Angeles Galaxy | - New England Revolution - New York Red Bulls - Philadelphia Union - Portland Timbers | - Real Salt Lake - San José Earthquakes - Seattle Sounders FC - Sporting Kansas City |
| direkt für die 2. Runde qualifiziert (alle US-Mannschaften der NASL und 8 Mannschaften der USL Pro) | | | |
| - Atlanta Silverbacks (NASL) - Carolina RailHawks (NASL) - Fort Lauderdale Strikers (NASL) - Minnesota United (NASL) | - San Antonio Scorpions (NASL) - Tampa Bay Rowdies (NASL) - Charleston Battery (USL Pro) - Charlotte Eagles (USL Pro) | - Harrisburg City Islanders (USL Pro) - Los Angeles Blues SC (USL Pro) - Orlando City (USL Pro) | - Richmond Kickers (USL Pro) - Rochester Rhinos (USL Pro) - Wilmington Hammerheads (USL Pro)                                                                                                 |
| Teilnehmer der 1. Runde (Mannschaften der USL Pro, der USL PDL, der NPSL, der USASA) | | | |
| - Dayton Dutch Lions FC (USL Pro) - Pittsburgh Riverhounds (USL Pro) - Phoenix FC (USL Pro) - Tampa Bay FC (USL Pro) - Austin Aztex (USL PDL) - Carolina Dynamo (USL PDL) - Des Moines Menace (USL PDL) - FC Tucson (USL PDL) - Laredo Heat (USL PDL) | - Michigan Bucks (USL PDL) - Ocala Stampede (USL PDL) - Ocean City Nor’easters (USL PDL) - Orlando City U-23 (USL PDL) - Portland Phoenix (USL PDL) - Portland Timbers U-23 (USL PDL) - Reading United AC (USL PDL) - Real Colorado Foxes (USL PDL) - River City Rovers (USL PDL) | - Seattle Sounders U-23 (USL PDL) - Ventura County Fusion (USL PDL) - Brooklyn Italians (NPSL) - Chattanooga FC (NPSL) - Madison 56ers (NPSL) - FC Sonic Lehigh Valley (NPSL) - New York Red Bulls U-23 (NPSL) - Sacramento Gold (NPSL) | - Dearborn Stars (USASA) - Doxa Italia (USASA) - Icon FC (USASA) - Massachusetts Premier Soccer (USASA) - NTX Rayados (USASA) - PSA Elite (USASA) - Red Force FC (USASA) - RWB Adria (USASA) |
| Teilnehmer der Play-In-Runde (Mannschaften der NPSL, des USCS und der USSSA) | | | |
| - Georgia Revolution (NPSL) | - FC Hasental (NPSL) | - Fresno Fuego Future (USCS) | - Colorado Rovers Soccer Club (USSSA) |

## Ergebnisse
Alle Runden werden in einzelnen Spielen ohne Rückspiel ausgetragen. Bei Torgleichheit nach Ablauf der regulären Spielzeit wird eine Verlängerung von zweimal 15 Minuten gespielt. Ist der Spielstand danach immer noch ausgeglichen, folgt ein Elfmeterschießen mit jeweils fünf Schützen. Die römische Zahl hinter dem Namen der Mannschaft in den Ergebnistabellen bezieht sich auf die Ligaebene. Da der US-Fußballverband nur die drei Profiligen offiziell in Ebenen klassifiziert, stehen alle anderen Mannschaften auf Ligaebene IV oder V. Ebene IV enthält Mannschaften in den Halbprofiligen USL PDL und NPSL, Ebene V die übrigen Mannschaften, unabhängig von der Liga, in der sie spielen.

### Play-In-Runde
Die Play-In-Runde des Turniers wurde am 7. Mai 2013 ausgetragen.
| Datum                  |                         | Ergebnis                         |                         | Station             |
| ---------------------- | ----------------------- | -------------------------------- | ----------------------- | ------------------- |
| 07.05. 19:00 Uhr (PDT) | Fresno Fuego Future (V) | 3:5 (1:1)                        | FC Hasental (IV)        | Fresno, CA          |
| 07.05. 19:30 Uhr (EDT) | Colorado Rovers (V)     | 1:1 n. V. (1:1, 0:1) (4:6 i. E.) | Georgia Revolution (IV) | Highlands Ranch, CO |

### 1. Runde
Die erste Runde des Turniers wurde am 14. und 15. Mai 2013 ausgetragen.
| Datum                  |                              | Ergebnis                   |                                  | Station             |
| ---------------------- | ---------------------------- | -------------------------- | -------------------------------- | ------------------- |
| 14.05. 19:00 Uhr (EDT) | Reading United AC (IV)       | 2:0 (0:0)                  | FC Sonic Lehigh Valley (IV)      | Oley, PA            |
| 14.05. 19:00 Uhr (EDT) | Orlando City U-23 (IV)       | 1:1 (1:1, 0:1) (4:6 i. E.) | VSI Tampa Bay FC (III)           | Sanford, FL         |
| 14.05. 19:00 Uhr (EDT) | Carolina Dynamo (IV)         | 4:4 (3:3, 1:0) (8:5 i. E.) | Chattanooga FC (IV)              | Greensboro, NC      |
| 14.05. 19:00 Uhr (EDT) | Pittsburgh Riverhounds (III) | 1:1 (1:1, 0:1) (6:5 i. E.) | RWB Adria (V)                    | Pittsburgh, PA      |
| 14.05. 19:00 Uhr (EDT) | Dayton Dutch Lions FC (III)  | 3:0 (2:0)                  | River City Rovers (IV)           | Beavercreek, OH     |
| 14.05. 19:00 Uhr (EDT) | Georgia Revolution (IV)      | 4:3 (3:0)                  | Real Colorado Foxes (IV)         | Conyers, GA         |
| 14.05. 19:30 Uhr (EDT) | Ocean City Nor’easters (IV)  | 2:0 (1:0)                  | New York Red Bulls U-23 (IV)     | Ocean City, NJ      |
| 14.05. 19:30 Uhr (EDT) | Red Force FC (V)             | 2:4 (1:1)                  | Ocala Stampede (IV)              | Miami, FL           |
| 14.05. 19:30 Uhr (EDT) | Michigan Bucks (IV)          | 0:2 (0:0)                  | Dearborn Stars (V)               | Pontiac, MI         |
| 14.05. 20:00 Uhr (EDT) | Portland Phoenix (IV)        | 2:0 (1:0)                  | Massachusetts Premier Soccer (V) | Portland, ME        |
| 14.05. 20:00 Uhr (EDT) | Brooklyn Italians (IV)       | 1:4 (0:1)                  | Icon FC (V)                      | Brooklyn, NY        |
| 14.05. 19:30 Uhr (CDT) | Austin Aztex (IV)            | 3:0 (2:0)                  | NTX Rayados (V)                  | Austin, TX          |
| 14.05. 20:15 Uhr (CDT) | Laredo Heat (IV)             | 2:0 (1:0)                  | PSA Elite (V)                    | Laredo, TX          |
| 14.05. 19:00 Uhr (PDT) | Seattle Sounders U-23 (IV)   | 5:1 (5:0)                  | Doxa Italia (V)                  | Sumner, WA          |
| 14.05. 19:00 Uhr (PDT) | Ventura County Fusion (IV)   | 3:2 (1:1)                  | FC Hasental (IV)                 | Ventura, CA         |
| 14.05. 19:30 Uhr (MST) | FC Tucson (IV)               | 2:1 (0:0)                  | Phoenix FC (III)                 | Tucson, AZ          |
| 14.05. 19:30 Uhr (PDT) | Portland Timbers U-23 (IV)   | 3:2 (2:2)                  | Sacramento Gold (IV)             | Portland, OR        |
| 15.05. 19:30 Uhr (CDT) | Des Moines Menace (IV)       | 1:0 (0:0)                  | Madison 56ers (IV)               | West Des Moines, IA |

### 2. Runde
Die zweite Runde fand am 21. Mai 2013 statt. Die Sieger der 1. Runde spielen jeweils gegen eine höherklassige Mannschaft, die sich direkt für die 2. Runde qualifiziert hat.
| Datum                  |                               | Ergebnis                   |                                 | Station             |
| ---------------------- | ----------------------------- | -------------------------- | ------------------------------- | ------------------- |
| 21.05. 19:00 Uhr (EDT) | Reading United AC (IV)        | 1:0 (1:0)                  | Harrisburg City Islanders (III) | Reading, PA         |
| 21.05. 19:00 Uhr (EDT) | Richmond Kickers (III)        | 4:1 (2:1)                  | Icon FC (V)                     | Richmond, VA        |
| 21.05. 19:00 Uhr (EDT) | Carolina RailHawks (II)       | 3:1 (1:1)                  | Carolina Dynamo (IV)            | Cary, NC            |
| 21.05. 19:00 Uhr (EDT) | Ocala Stampede (IV)           | 1:2 (0:1)                  | Orlando City (III)              | Ocala, FL           |
| 21.05. 19:00 Uhr (EDT) | Charlotte Eagles (III)        | 3:0 (0:0)                  | Seattle Sounders U-23 (IV)      | Charlotte, NC       |
| 21.05. 19:00 Uhr (EDT) | Georgia Revolution (IV)       | 2:3 (1:2)                  | Atlanta Silverbacks (II)        | Conyers, GA         |
| 21.05. 19:00 Uhr (EDT) | Dayton Dutch Lions FC (III)   | 4:1 n. V. (1:1, 0:1)       | Dearborn Stars (V)              | Beavercreek, OH     |
| 21.05. 19:30 Uhr (EDT) | Tampa Bay FC (III)            | 1:2 (1:2)                  | Tampa Bay Rowdies (II)          | Plant City, FL      |
| 21.05. 19:30 Uhr (EDT) | Fort Lauderdale Strikers (II) | 1:1 (1:1, 0:0) (8:7 i. E.) | Laredo Heat (IV)                | Fort Lauderdale, FL |
| 21.05. 19:30 Uhr (EDT) | Ocean City Nor’easters (IV)   | 1:0 (0:0)                  | Pittsburgh Riverhounds (III)    | Ocean City, NJ      |
| 21.05. 19:35 Uhr (EDT) | Rochester Rhinos (III)        | 1:0 (0:0)                  | Portland Phoenix (IV)           | Rochester, NY       |
| 21.05. 19:30 Uhr (CDT) | Minnesota United (II)         | 0:1 (0:0)                  | Des Moines Menace (IV)          | Saint Paul, MN      |
| 21.05. 19:30 Uhr (CDT) | Austin Aztex (IV)             | 0:2 (0:1)                  | Wilmington Hammerheads (III)    | Austin, TX          |
| 21.05. 19:30 Uhr (CDT) | San Antonio Scorpions (II)    | 2:2 (2:2, 1:0) (5:6 i. E.) | FC Tucson (IV)                  | San Antonio, TX     |
| 21.05. 18:30 Uhr (PDT) | Los Angeles Blues SC (III)    | 5:1 (5:0)                  | Ventura County Fusion (IV)      | Fullerton, CA       |
| 21.05. 19:30 Uhr (PDT) | Portland Timbers U-23 (IV)    | 0:1 (0:0)                  | Charleston Battery (III)        | Portland, OR        |

### 3. Runde
Die dritte Runde wurde am 28. und 29. Mai 2013 ausgespielt. Die Sieger der zweiten Runde trafen jeweils auf einen der 16 Vertreter der Major League Soccer, der höchsten Spielklasse im US-Profifußball.
| Datum                  |                               | Ergebnis             |                              | Station             |
| ---------------------- | ----------------------------- | -------------------- | ---------------------------- | ------------------- |
| 28.05. 19:00 Uhr (EDT) | Richmond Kickers (III)        | 0:0 (2:4 i. E.)      | D.C. United (I)              | Richmond, VA        |
| 28.05. 19:30 Uhr (EDT) | Philadelphia Union (I)        | 2:1 (0:0)            | Ocean City Nor’easters (IV)  | Chester, PA         |
| 28.05. 19:30 Uhr (EDT) | Fort Lauderdale Strikers (II) | 0:2 (0:0)            | FC Dallas (I)                | Fort Lauderdale, FL |
| 28.05. 19:30 Uhr (EDT) | Orlando City (III)            | 3:1 (1:1)            | Colorado Rapids (I)          | Orlando, FL         |
| 28.05. 19:30 Uhr (EDT) | Charleston Battery (III)      | 1:0 (0:0)            | San José Earthquakes (I)     | Charleston, SC      |
| 28.05. 19:35 Uhr (EDT) | Rochester Rhinos (III)        | 1:5 (0:1)            | New England Revolution (I)   | Rochester, NY       |
| 28.05. 19:30 Uhr (CDT) | Sporting Kansas City (I)      | 2:0 (1:0)            | Des Moines Menace (IV)       | Kansas, KS          |
| 28.05. 19:30 Uhr (MDT) | Real Salt Lake (I)            | 3:2 n. V. (1:1, 1:0) | Atlanta Silverbacks (II)     | Sandy, UT           |
| 28.05. 19:30 Uhr (PDT) | Los Angeles Blues SC (III)    | 1:2 (1:0)            | CD Chivas USA (I)            | Fullerton, CA       |
| 29.05. 19:00 Uhr (EDT) | Charlotte Eagles (III)        | 0:2 (0:1)            | Chicago Fire (I)             | Rock Hill, SC       |
| 29.05. 19:15 Uhr (EDT) | Carolina RailHawks (II)       | 2:0 (0:0)            | Los Angeles Galaxy (I)       | Cary, NC            |
| 29.05. 19:30 Uhr (EDT) | Columbus Crew (I)             | 2:1 (0:0)            | Dayton Dutch Lions FC (III)  | Columbus, OH        |
| 29.05. 19:30 Uhr (EDT) | New York Red Bulls (I)        | 2:0 (0:0)            | Reading United AC (IV)       | Harrison, NJ        |
| 29.05. 19:30 Uhr (EDT) | Tampa Bay Rowdies (II)        | 1:0 (0:0)            | Seattle Sounders FC (I)      | St. Petersburg, FL  |
| 29.05. 19:30 Uhr (CDT) | Houston Dynamo (I)            | 2:0 (1:0)            | FC Tucson (IV)               | Houston, TX         |
| 29.05. 19:30 Uhr (PDT) | Portland Timbers (I)          | 5:1 (4:0)            | Wilmington Hammerheads (III) | Portland, OR        |

### 4. Runde
Die 4. Runde fand am 12. Juni 2013 statt. Jeweils zwei Sieger aus der dritten Runde spielten gegeneinander.
| Datum                  |                            | Ergebnis                   |                          | Station        |
| ---------------------- | -------------------------- | -------------------------- | ------------------------ | -------------- |
| 12.06. 19:00 Uhr (EDT) | D.C. United (I)            | 3:1 (1:0)                  | Philadelphia Union (I)   | Boyds, MD      |
| 12.06. 19:15 Uhr (EDT) | Carolina RailHawks (II)    | 3:1 n. V. (1:1, 1:0)       | CD Chivas USA (I)        | Cary, NC       |
| 12.06. 19:30 Uhr (EDT) | New England Revolution (I) | 4:2 (2:1)                  | New York Red Bulls (I)   | Boston, MA     |
| 12.06. 19:30 Uhr (CDT) | Sporting Kansas City (I)   | 0:1 (0:1)                  | Orlando City (III)       | Kansas, KS     |
| 12.06. 20:00 Uhr (CDT) | FC Dallas (I)              | 3:0 (1:0)                  | Houston Dynamo (I)       | Frisco, TX     |
| 12.06. 19:30 Uhr (MDT) | Real Salt Lake (I)         | 2:2 (2:2, 0:2) (5:3 i. E.) | Charleston Battery (III) | Sandy, UT      |
| 12.06. 19:30 Uhr (PDT) | Portland Timbers (I)       | 2:0 (1:0)                  | Tampa Bay Rowdies (II)   | Portland, OR   |
| 13.06. 12:00 Uhr (CDT) | Chicago Fire (I)           | 2:1 (1:1)                  | Columbus Crew (I)        | Bridgeview, IL |

### Viertelfinale
Die Viertelfinale fand am 26. Juni 2013 statt.
| Datum                  |                    | Ergebnis  |                            | Station        |
| ---------------------- | ------------------ | --------- | -------------------------- | -------------- |
| 26.06. 19:00 Uhr (EDT) | D.C. United (I)    | 3:1 (1:0) | New England Revolution (I) | Boyds, MD      |
| 26.06. 19:30 Uhr (CDT) | Chicago Fire (I)   | 5:1 (1:0) | Orlando City (III)         | Bridgeview, IL |
| 26.06. 20:00 Uhr (CDT) | FC Dallas (I)      | 2:3 (1:0) | Portland Timbers (I)       | Frisco, TX     |
| 26.06. 19:30 Uhr (MDT) | Real Salt Lake (I) | 3:0 (1:0) | Carolina RailHawks (II)    | Sandy, UT      |

### Halbfinale
Das Halbfinale wurde am 7. August 2013 ausgetragen.
| Datum                  |                    | Ergebnis  | !Station                           |
| ---------------------- | ------------------ | --------- | ---------------------------------- |
| 07.08. 19:30 Uhr (CDT) | Chicago Fire (I)   | 0:2 (0:1) | D.C. United (I) \|\|Bridgeview, IL |
| 07.08. 19:30 Uhr (MDT) | Real Salt Lake (I) | 2:1 (1:0) | Portland Timbers (I) \|\|Sandy, UT |

### Finale
Das Finale fand am 1. Oktober statt.
| Datum              |                    | Ergebnis  | !Station                      |
| ------------------ | ------------------ | --------- | ----------------------------- |
| 01.10. 19:30 (MDT) | Real Salt Lake (I) | 0:1 (0:1) | D.C. United (I) \|\|Sandy, UT |